# Бродовский, Тадеуш
Таде́уш Бродо́вский (пол. Tadeusz Brodowski ; 2 сентября 1821, Варшава — 31 марта 1848, Париж) — польский художник.

## Биография
Представитель шляхетского рода герба Лада. Родился в семье с богатыми художественными традициями. Сын художника, педагога, крупнейшего представителя классицизма в польской живописи Антония Бродовского. Брат художника Юзефа Бродовского.
Первые уроки живописи получил у отца. Позже обучался в мастерских Александра Кокуляра и Антония Бланка. В 1841 отправился в Рим, а спустя два года переехал в Париж, где совершенствовал мастерство под руководством «короля баталистов» Ораса Верне.
Умер в молодом возрасте, не до конца раскрыв свой талант.

## Творчество
Стал известен, благодаря своим картинам батального и исторического жанров. Писал также жанровые полотна, на восточные сюжеты и карикатуры.
В 1841 году организовал в Варшаве выставку, на которой представил ряд полотен изображающих схватки с черкесами, битвы персов с греками и др.
По технике был близок к творчеству А. О. Орловского.

## Избранные работы
|  |  |  |  |